# Liste der Straßen, Plätze und Brücken in Hamburg-Marienthal

Lage von Marienthal in Hamburg und im Bezirk Wandsbek (hellrot)

Die Liste der Straßen, Plätze und Brücken in Marienthal ist eine Übersicht der im Hamburger Stadtteil Marienthal vorhandenen Straßen, Plätze und Brücken. Sie ist Teil der Liste der Verkehrsflächen in Hamburg.

## Überblick
In Marienthal (Ortsteilnummern 510 und 511) leben 13879 Einwohner (Stand: 31. Dezember 2023) auf 3,2 km². Marienthal liegt im Postleitzahlenbereich 22043.
In Marienthal gibt es 68 benannte Verkehrsflächen, darunter ein Platz und fünf Brücken.

## Übersicht der Straßen
Die nachfolgende Tabelle gibt eine Übersicht über alle benannten Verkehrsflächen – Straßen, Plätze und Brücken – im Stadtteil sowie einige dazugehörige Informationen. Im Einzelnen sind dies:
- Name/Lage: aktuelle Bezeichnung der Straße, des Platzes oder der Brücke. Über den Link (Lage) kann die Straße, der Platz oder die Brücke auf verschiedenen Kartendiensten angezeigt werden. Die Geoposition gibt dabei ungefähr die Mitte an. Bei längeren Straßen, die durch zwei oder mehr Stadtteile führen, kann es daher sein, dass die Koordinate in einem anderen Stadtteil liegt.
- Straßenschlüssel: amtlicher Straßenschlüssel, bestehend aus einem Buchstaben (Anfangsbuchstabe der Straße, des Platzes oder der Brücke) und einer dreistelligen Nummer.
- Länge/Maße in Metern:
Hinweis: Die in der Übersicht enthaltenen Längenangaben sind nach mathematischen Regeln auf- oder abgerundete Übersichtswerte, die im Digitalen Atlas Nord[1] mit dem dortigen Maßstab ermittelt wurden. Sie dienen eher Vergleichszwecken und werden, sofern amtliche Werte bekannt sind, ausgetauscht und gesondert gekennzeichnet.
Bei Plätzen sind die Maße in der Form a × b bei rechteckigen Anlagen oder a × b × c bei dreiecksförmigen Anlagen mit a als längster Kante dargestellt.
Der Zusatz (im Stadtteil) gibt an, wie lang die Straße innerhalb des Stadtteils ist, sofern sie durch mehrere Stadtteile verläuft.
- Namensherkunft: Ursprung oder Bezug des Namens.
- Datum der Benennung: Jahr der offiziellen Benennung oder der Ersterwähnung eines Namens, bei Unsicherheiten auch die Angabe eines Zeitraums.
- Anmerkungen: Weitere Informationen bezüglich anliegender Institutionen, der Geschichte der Straße, historischer Bezeichnungen, Baudenkmale usw.
- Bild: Foto der Straße oder eines anliegenden Objektes.

| Name/Lage                        | Straßen- schlüssel | Länge/Maße (in Metern) | Namensherkunft                                                                                             | Datum der Benennung          | Anmerkungen | Bild                                                 |
| -------------------------------- | ------------------ | ---------------------- | --- | ---------------------------- | --- | ---------------------------------------------------- |
| Ahornstraße (Lage)               | A049               | 0295                   | nach dem gleichnamigen Laubbaum                                                                            | 1914                         | | Ahornstraße                                          |
| Alphonsstraße (Lage)             | A087               | 0265                   | frei gewählt nach dem männlichen Vornamen                                                                  | 1850                         | | Alphonsstraße                                        |
| Am Alten Posthaus (Lage)         | A182               | 0335                   | nach dem hier Mitte des 19. Jahrhunderts befindlichen Posthaus                                             | 1955                         | | Am Alten Posthaus                                    |
| Am Husarendenkmal (Lage)         | A255               | 0860                   | nach dem Denkmal für das Husarenregiment Nr. 15                                                            | 1938                         | |                                                      |
| An der Marienanlage (Lage)       | A406               | 0105 × 105 × 105 × 105 | nach einer zugeschütteten Lehmkuhle, die man nach dem Stadtteil benannte                                   | vor 1938                     | |                                                      |
| Asmusweg (Lage)                  | A483               | 0255                   | nach einem Pseudonym Matthias Claudius’, unter dem er im Wandsbecker Bothen schrieb                        | 1950                         | |                                                      |
| Bahngärten (Lage)                | B025               | 0335 (im Stadtteil)    | nach der Lage der Gärten an der Bahnstrecke Hamburg-Lübeck                                                 | 1950                         | östlich des Bahnhofs Hamburg-Wandsbek in Wandsbek | Bahngärten                                           |
| Bärenallee (Lage)                | B020               | 0405                   | nach dem 1746 erbauten Gasthof Zum schwarzen Bären, der einen Bärenzwinger beherbergte                     | zwischen 1850 und 1878       | | Bärenallee                                           |
| Behrensstraße (Lage)             | B147               | 0170                   | nach der alteingesessenen Familie Behrens                                                                  | 1878                         | Albert Balzer Behrens war von 1645 bis 1679 Gutsherr in Wandsbek. |                                                      |
| Bornkamp (Lage)                  | B499               | 0510                   | nach einer Flurbezeichnung (Born = Quelle, Kamp = Feld)                                                    | vor 1938                     | | Bornkamp                                             |
| Botenstieg (Lage)                | B515               | 0130                   | frei gewählter Name nach den Postboten des nahegelegenen Postamtes                                         | 1950                         | |                                                      |
| Bovestraße (Lage)                | B517               | 0385 (im Stadtteil)    | nach der Familie Bove, Vorbesitzerin des Geländes, siehe Bovehaus                                          | 1950                         | nördlich der Bahngleise in Wandsbek | Bovestraße                                           |
| Claudiusstieg (Lage)             | C038               | 0315                   | im Anschluss an die Claudiusstraße                                                                         | 1951                         | |                                                      |
| Claudiusstraße (Lage)            | C039               | 1145                   | Matthias Claudius (1740–1815), Dichter und Journalist                                                      | 1890                         | | Claudiusstraße                                       |
| Ernst-Albers-Straße (Lage)       | E216               | 0600 (im Stadtteil)    | Ernst Albers (1803–1844), Kaufmann und Oberalter, hatte Grundbesitz in Wandsbek                            | vor 1933                     | südlich der A 24 in Horn |                                                      |
| Freesenstraße (Lage)             | F210               | 0180                   | Johann F. Freese, erster bekannter Pächter des Gutes Wandsbek, das er von 1572 bis 1578 bewirtschaftete    | vor 1938                     | |                                                      |
| Friedastraße (Lage)              | F223               | 0145                   | frei gewählt nach dem weiblichen Vornamen                                                                  | 1909                         | | Friedastraße                                         |
| Gehölzweg (Lage)                 | G041               | 0150                   | nach der Lage am Wandsbeker Gehölz                                                                         | 1950                         | | Gehölzweg                                            |
| Grenzknick (Lage)                | G223               | 0150                   | nach dem früher hier durch einen Knick (= Wallhecke) markierten Grenzverlauf zwischen Hamburg und Wandsbek | 1950                         | |                                                      |
| Gustav-Adolf-Straße (Lage)       | G341               | 1475                   | Gustav II. Adolf (1594–1632), schwedischer König von 1611 bis 1632                                         | vor 1892                     | | Gustav-Adolf-Straße                                  |
| Hammer Straße (Lage)             | H085               | 1315                   | Straße nach dem Hamburger Stadtteil Hamm, bis 1937 zugleich Grenze zwischen Hamburg und Wandsbek           | 1908                         | |                                                      |
| Hikeberg (Lage)                  | H423               | 0240                   | nach einem Flurnamen                                                                                       | 1950                         | |                                                      |
| Holstenhofweg (Lage)             | H587               | 1185 (im Stadtteil)    | nach dem Holstenhof, einer vom Rauhen Haus gegründeten Einrichtung                                         | vor 1938                     | zwischen der A 24 im Süden und der Bahngleise im Norden westliche Straßenhälfte in Marienthal, östliche Hälfte in Jenfeld, nördlich der Bahngleise westliche Straßenhälfte in Wandsbek, östliche in Tonndorf | Holstenhofweg                                        |
| Holstenhofwegbrücke (Lage)       | –                  | 0030 (im Stadtteil)    | im Anschluss an den Holstenhofweg                                                                          | 1936                         | überquert im Zuge des Holstenhofwegs die Gleise der Bahnstrecke Hamburg-Lübeck; lt. Straßenverzeichnis nur in Jenfeld und Tonndorf, lt. Grundkarte treffen aber in der Brückenmitte die Grenzen von vier Stadtteilen aufeinander: im Nordwesten Wandsbek, im Nordosten Tonndorf, im Südosten Jenfeld und im Südwesten Marienthal    | Holstenhofwegbrücke                                  |
| Husarenhof (Lage)                | H845               | 0365                   | in Anlehnung an die Straße Am Husarendenkmal                                                               | 2008                         | |                                                      |
| Husarenweg (Lage)                | H694               | 0460                   | in Erinnerung an das Husarenregiment Nr. 15                                                                | 1929                         | Fußweg | Husarenweg                                           |
| Jüthornkamp (Lage)               | J082               | 0175                   | in Anlehnung an die Jüthornstraße                                                                          | 1951                         | |                                                      |
| Jüthornstraße (Lage)             | J083               | 1525                   | nach einem Bauernhof gleichen Namens                                                                       | 1945                         | Der Name Jüthorn leitet sich vermutlich von Jetthorn ab, einem Ausdruck für Jungvieh. |                                                      |
| Kielmannseggstieg (Lage)         | K163               | 0375                   | in Anlehnung an die Kielmannseggstraße                                                                     | 1954                         | | Kielmannseggstieg                                    |
| Kielmannseggstraße (Lage)        | K164               | 1585                   | nach der Familie von Kielmannsegg, den Besitzern des Gutes Wandsbek in den Jahren 1679 bis 1705            | 1950                         | | Kielmannseggstraße                                   |
| Knutzenweg (Lage)                | K303               | 0215                   | Friedrich Knutzen (1881–1938), DDP-Politiker                                                               | 1954                         | |                                                      |
| Kurvenstraße (Lage)              | K520               | 0515                   | | vor 1938                     | | Kurvenstraße                                         |
| Looft (Lage)                     | L245               | 0130                   | nach einer Flurbezeichnung (Looft = Laubdickicht)                                                          | 1947                         | |                                                      |
| Luisenstraße (Lage)              | L307               | 0250                   | frei gewählt nach dem weiblichen Vornamen                                                                  | vor 1938                     | |                                                      |
| Marienring (Lage)                | M050               | 0075                   | in Anlehnung an den Stadtteilnamen                                                                         | vor 1938                     | |                                                      |
| Mittelkamp (Lage)                | M208               | 0435                   | Jürgen Mittel, erster Küster und Lehrer in Wandsbek                                                        | vor 1933                     | | Mittelkamp                                           |
| Morellenweg (Lage)               | M300               | 0170                   | nach der gleichnamigen Kirschenart                                                                         | 1952                         | | Morellenweg                                          |
| Nöpps (Lage)                     | N142               | 0710                   | nach einem Flurnamen („kleiner Hügel“)                                                                     | 1947                         | in einer Karte von 1903: Antonstraße |                                                      |
| Oktaviostraße (Lage)             | O075               | 1485                   | Oktavio Albers, Sohn des Kaufmanns Ernst Albers                                                            | 1945                         | siehe Ernst-Albers-Straße |                                                      |
| Osterkamp (Lage)                 | O142               | 0845                   | nach einem Flurnamen (Osterkamp = östliches Feld)                                                          | vor 1933                     | | Osterkamp                                            |
| Pappelallee (Lage)               | P027               | 0055 (im Stadtteil)    | nach den einstmals entlang der Straße gepflanzten Pappeln                                                  | 1856                         | westlich der Bahngleise in Eilbek | Pappelallee                                          |
| Pappelalleebrücke (Lage)         | –                  | 0010 (im Stadtteil)    | in Anlehnung an die Pappelallee                                                                            | vor 1905                     | führt im Zuge der Pappelallee über die Gleise der Güterumgehungsbahn und S-Bahn beim Bahnhof Wandsbeker Chaussee; überwiegender westlicher Teil in Eilbek | Pappelalleebrücke                                    |
| Rantzaustraße (Lage)             | R046               | 0945                   | Heinrich Rantzau (1526–1598), Statthalter des dänischen Königs und Besitzer des Gutes Wandsbek             | 1950                         | | Rantzaustraße                                        |
| Rauchstraße (Lage)               | R060               | 1420                   | Eduard Rauch (1844–1931), von 1888 bis 1912 Oberbürgermeister in Wandsbek                                  | 1929                         | | Rauchstraße                                          |
| Rebeccaweg (Lage)                | R389               | 0310                   | Rebecca Claudius (1754–1832), Ehefrau von Matthias Claudius                                                | 1970                         | |                                                      |
| Rechteck (Lage)                  | R069               | 0150                   | nach der Straßenform                                                                                       | vor 1938                     | | Rechteck                                             |
| Rennbahnstraße (Lage)            | R157               | 0530 (im Stadtteil)    | nach der Lage an der Horner Rennbahn                                                                       | 1880                         | südlich der A 24 in Horn |                                                      |
| Robert-Schuman-Brücke (Lage)     | R435               | 0685 (im Stadtteil)    | Robert Schuman (1886–1963), französischer Staatsmann                                                       | 1987                         | Die eigentliche Brücke überspannt auf einer Länge von ca. 310 Metern die Gleise der Eisenbahnstrecke nach Lübeck und wurde 1962 als Wandbeker Rathausbrücke erbaut; 1987 wurden sie und der gesamte Straßenzug zwischen Wandsbeker Marktstraße und Jüthornstraße nach Robert Schuman benannt, nördlich der Schloßstraße in Wandsbek | Robert-Schuman-Brücke, zu Marienthal gehörender Teil |
| Rodigallee (Lage)                | R223               | 0900 (im Stadtteil)    | Erich Wasa Rodig (1869–1940), Oberbürgermeister von Wandsbek von 1913 bis 1931                             | 1947                         | östlich des Holstenhofwegs in Jenfeld | Rodigallee                                           |
| Schatzmeisterstraße (Lage)       | S120               | 0445                   | nach dem Titel des dänischen Finanzministers Ernst Heinrich von Schimmelmann (1747–1831)                   | 1950                         | |                                                      |
| Schimmelmannstraße (Lage)        | S172               | 0970 (im Stadtteil)    | nach der gräflichen Familie von Schimmelmann, Besitzerin des Gutes Wandsbek ab 1762                        |                              | östlich des Holstenhofwegs in Jenfeld | Schimmelmannstraße                                   |
| Schloßgarten (Lage)              | S214               | 0720                   | nach dem vom Grafen Schimmelmann angelegten Schlossgarten                                                  | 1951                         | | Schloßgarten                                         |
| Schloßstraße (Lage)              | S217               | 0710                   | nach dem Schloss Wandsbek, das seit 1762 im Besitz des Familie von Schimmelmann war                        | vor 1861                     | nördliche Straßenhälfte in Wandsbek | Schloßstraße                                         |
| Seydeckreihe (Lage)              | S415               | 0350                   | Johann Seydeck, Steinmetz, am Bau des Wandsbeker Schlosses beteiligt                                       | 1950                         | |                                                      |
| Stoltenbrücke (Lage)             | S711               | 0070 (im Stadtteil)    | Otto Stolten (1853–1928), SPD-Politiker                                                                    | 1958                         | überquert die A 24, die Verlängerung auf Horner Gebiet ist die Stoltenstraße; lt. Straßen- und Gebietsverzeichnis nur im Stadtteil, lt. Grundkarte befindet sich der Brückenteil in Horn | Stoltenbrücke                                        |
| Tratzigerstraße (Lage)           | T147               | 0160                   | Adam Tratziger (1523–1584), Jurist                                                                         | 1950                         | | Tratzigerstraße                                      |
| Trauns Allee (Lage)              | T148               | 0280                   | nach der Hamburger Kaufmannsfamilie Traun                                                                  | 1915                         | |                                                      |
| Waldfrieden (Lage)               | W024               | 0205                   | nach der Lage am Wandsbeker Gehölz                                                                         | 1925                         | | Waldfrieden                                          |
| Wandsbeker Bahnhofstraße (Lage)  | W057               | 0230                   | nach Lage und Funktion zum Bahnhof Wandsbek führend                                                        | 1950                         | östliche Straßenhälfte in Wandsbek | Wandsbeker Bahnhofstraße                             |
| Wandsbeker Chaussee (Lage)       | W058               | 0050 (im Stadtteil)    | Hamburger Stadtteil Wandsbek                                                                               | 1856                         | westlich der Bahngleise in Eilbek | Wandsbeker Chaussee                                  |
| Wandsbeker Chausseebrücke (Lage) | –                  | 0010 (im Stadtteil)    | in Anlehnung an die Wandsbeker Chaussee                                                                    | vor 1905                     | überquert im Zuge der Wandsbeker Chaussee die Gleise der S-Bahn beim Bahnhof Wandsbeker Chaussee; überwiegend in Eilbek | Wandsbeker Chausseebrücke 2021                       |
| Wandsbeker Marktstraße (Lage)    | W060               | 0360 (im Stadtteil)    | Hamburger Stadtteil Wandsbek                                                                               | 1950, zuvor Hamburger Straße | nur südliche Straßenhälfte zwischen Hammer Straße/Brauhausstraße und der Abzweigung der Schloßstraße in Marienthal, sonst komplett in Wandsbek | Wandsbeker Marktstraße                               |
| Weg Nr. 12 (Lage)                | W105               | 0215                   | |                              | Mit Nummern versehene Wege wurden seinerzeit als Orientierungshilfe vom Bau- und Vermessungsamt in damals noch ländlichen Gegenden vergeben und sollen sukzessive Straßennamen erhalten. | Weg Nr. 12                                           |
| Westerkamp (Lage)                | W195               | 0165                   | nach einer Flurbezeichnung (Westerkamp = westliches Feld)                                                  | vor 1933                     | | Westerkamp                                           |
| Ziesenißstraße (Lage)            | Z026               | 0625                   | Friedrich August Carl Wilhelm Zieseniß (1839–1902), Stadtverordneter in Wandsbek                           | 1950                         | | Ziesenißstraße                                       |
| Zikadenweg (Lage)                | Z028               | 0375                   | nach der gleichnamigen Insektenart                                                                         | 1950                         | | Zikadenweg                                           |
| Zirpenweg (Lage)                 | Z037               | 0555                   | nach der gleichnamigen Insektenart                                                                         | 1948                         | Zirpe ist ein anderer Begriff für Zikade. | Zirpenweg                                            |
| Zitzewitzstraße (Lage)           | Z041               | 0650                   | Oberst von Zitzewitz (1850–1920), von 1902 bis 1907 Kommandeur des Husarenregiments Nr. 15                 | 1938                         | |                                                      |